# Бёрнелл, Эдуард, барон Бёрнелл
Эдуард Бёрнелл (англ. Edward Burnell; примерно 1282—1315) — английский аристократ, 1-й барон Бёрнелл с 1311 года, сын сэра Филиппа Бёрнелла и Мод Фицалан (дочери Джона Фицалана, 7-го графа Арундела). После смерти отца в 1294 году формально унаследовал семейные владения, расположенные главным образом в Шропшире и Глостершире, а к 1307 году установил над ними фактический контроль. 19 декабря 1311 года король Эдуард II вызвал Бёрнелла в свой парламент, и это считается созданием титула барона Бёрнелла. Эдуард был женат на Алине ле Диспенсер, дочери Хью ле Диспенсера, 1-го графа Уинчестера, и Изабеллы де Бошан. Он умер бездетным и стал поэтому последним бароном Бёрнелл первой креации. Его земли унаследовала сестра Мод, жена Джона де Хаудло и 2-го барона Ловела , мать 3-го барона.
Сын Джоан и Джона де Хаудло Николас в 1350 году стал 1-м бароном Бёрнелл второй креации.